# گیدو فولست
گیدو فولست (آلمانی: Guido Fulst؛ زادهٔ ۷ ژوئن ۱۹۷۰) دوچرخه‌سوار اهل آلمان است.
وی در مسابقات کشوری و بین‌المللی در مجموع برندهٔ ۳ مدال طلا، ۲ مدال برنز شده‌است.